# ادگار لوئیس
ادگار لوئیس (انگلیسی: Edgar Lewis; ۲۲ ژوئیهٔ ۱۸۶۹ – ۲۱ مهٔ ۱۹۳۸) هنرپیشه و کارگردان فیلم اهل ایالات متحده آمریکا بود.
وی کارگردان فیلم‌هایی همچون سامسون بوده است.